# Boeing B-47 Stratojet
Боїнг B-47 «Стратоджет» (англ. Boeing B-47 Stratojet) — американський реактивний стратегічний бомбардувальник, розроблений компанією Boeing в середині 1940-х років. Аеродинамічна схема, що використовувалася на B-47 (розміщення двигунів на пілонах під крилом) згодом стала традиційною для багатьох пасажирських літаків. «Стратоджет» залишався основним американським бомбардувальником аж до появи B-52 «Стратофортресс», а його розвідувальні модифікації здійснили велику кількість польотів над СРСР.

## Історія
З 1943 року в США велися роботи зі створення реактивного бомбардувальника.
Проект літака пройшов кілька стадій розробки: починаючи від «моделі 424» з прямим крилом, потім «моделі 448» із стрілоподібним крилом і турбореактивними двигунами, розташованими зверху на фюзеляжі, до «моделі 450», яка була довершена німецькими дослідженнями по крилу стрілоподібної геометрії. Модель літака «450» була прийнята на озброєння ВПС США в жовтні 1945 року.
Особливо активно Боїнг B-47 застосовувався в середині 1950-х років, в цей час він був найпотужнішим літаком НАТО.
Максимальна кількість цих літаків всіх модифікацій на озброєнні Стратегічного командування була в 1957 році, тоді їх кількість була близько 1800 одиниць. Сотні з них були переобладнані для виконання спеціалізованих завдань.
Ці літаки мали дуже слабку статистику успішних перерваних злетів.

## Інцидент з атомною бомбою
11 березня 1958 року з літака Boeing B-47E-LM «Stratojet», що прямував з авіабази біля міста Саванна в штаті Джорджія на англійську авіабазу «Брантінгторп» в Лестерширі впала атомна бомба Mk. 6 на площі міста Марс-Блаффі у штаті Південна Кароліна та привела до поранення шістьох людей.

## Технічні характеристики
| Параметр              | Характеристика                                                                                 | Зображення |
| --------------------- | ---------------------------------------------------------------------------------------------- | ---------- |
| Силова установка      | шість турбореактивних двигунів «General Electric» J47-GE-25 зі статичною тягою 3266 кг         |            |
| Льотні характеристики | максимальна швидкість 975 км/год на висоті 4970 м; практична стеля 12345 м; радіус дії 6437 км |            |
| Маса                  | порожнього — 36630 кг; максимальна злітна — 89893 кг                                           |            |
| Розміри               | розмах крила — 35,36 м; довжина — 33,48 м; висота — 8,51 м; площа крила — 132,66 м²            |            |
| Озброєння             | дві дистанційно керовані 20-мм гармати, розміщені у хвостовому відсіку                         |            |

## Модифікації
- ЕВ-47Е — мав замість баків на крилах підвішувані різноманітні контейнери з апаратурою РЕБ. Кількість модифікованих літаків становила 2 одиниці;
- EB-47L — був обладнаний засобами спецзв'язку для роботи в умовах ядерної війни;
- KB-47G — мав обладнання для дозаправки в повітрі;
- QB-47E — 14 переобладнаних літаків у безпілотні радіокеровані мішені;
- RB-47B — фоторозвідувальна модифікація 26 літаків;
- RB-47E — фоторозвідник, випущений у кількості 255 екземплярів;
- RB-47H — 32 літаки обладнані для ведення електронної радіорозвідки і оснащені бомбовими відсіками. Пізніше ці відсіки переобладнані для розміщення різних приладів, які обслуговували три офіцери — спеціалісти по електронній війні;
- ERB-47H — три літаки радіорозвідки, створені на базі RB-47H;
- ЕТВ-47Е — використовувався як навчально-тренувальний літак;
- ТВ-47В — тренувальний літак для навчання льотчиків і штурманів;
- WB-47B — використовувався для проникнення в центри ураганів і тайфунів;
- WB-47E — розвідник погоди для ВПС США.